# Episodi di Critical Role (seconda stagione)

Schermata finale della sigla d'apertura della campagna due.

La seconda stagione della webserie a tema Dungeon & Dragons Critical Role, intitolata Campagna 2: Mighty Nein (Campaign 2: The Mighty Nein), è stata resa disponibile sul canale ufficiale YouTube di Critical Role Productions ogni giovedì alle 19:00 (PDT) dall'11 gennaio 2018 al 3 giugno 2021 per un totale di 141 episodi suddivisi in sei archi narrativi.
A differenza della precedente, la seconda campagna inizia dal primo incontro tra i vari personaggi e vede la formazione del gruppo dopo il primo arco narrativo. Fino all'episodio 51 l'emittente è rimasto Geek & Sundry e non ci sono state variazioni al format, ma in seguito la serie ha fondato la propria casa di produzione personale iniziando a trasmettere la campagna autonomamente e affidando i sottotitoli a un servizio professionista di Twitch, anziché ai fan come fino ad allora avvenuto, per poi renderli disponibili su YouTube una settimana dopo la trasmissione dei vari episodi. Dal 28 febbraio 2019, grazie al servizio di toolset D&D Beyond, sono state rese disponibili agli spettatori informazioni dal vivo sulle statistiche e sulle schede dei vari personaggi.
Il 17 marzo 2020, a seguito della pandemia di COVID-19, lo show ha avuto una pausa non pianificata per poi riprendere il 20 luglio dello stesso anno con la trasmissione del centesimo episodio, con uno staff tecnico ridotto e i membri del cast in tavoli separati nel rispetto delle normative di distanziamento sociale, oltre a passare alla pre-registrazione degli episodi anziché la trasmissione dal vivo.
Due dei protagonisti della Campagna 2, Jester e Mollymauk, sono stati creati dai loro interpreti (Bailey e Jaffe) rispettivamente per uno one-shot giocato tempo prima su GameSpot e come sostituto di Percy in caso fosse morto nella campagna precedente; inoltre Ashley Johnson è stata assente per diverse sessioni durante i primi 86 episodi a causa del suo impegno sul set di Blindspot, mentre si sono aggiunti al cast in qualità di guest star: Khary Payton, Mark Hulmes, Ashly Burch, Sumalee Montano, Chris Perkins, Deborah Ann Woll e Mica Burton.
L'episodio finale ha detenuto il record di più lungo della serie, con una durata totale di oltre sette ore, fino al finale della campagna successiva.

## Episodi

### Ambientazione
La storia è ambientata a Exandria, il mondo immaginario creato da Matthew Mercer, circa vent'anni dopo la fine della Campagna 1, nel continente di Wildemount, situato a est di Tal'Dorei e scisso da una violenta diatriba tra l'Impero Dwendaliano - legittimi governanti del reame guidati da un concilio di arcimaghi e Re Bertrand Dwendal - e la regione autonoma di Xhorhas - popolata da drow e mostri e comandato dalla Regina Luminosa Leylas della Dinastia Kryn -; le due nazioni sono separate dalla catena montuosa degli Ashkeeper Peaks e sull'orlo di una guerra imminente.
A sud ovest del continente sorgono le Coste di Menagerie, affacciate sull'Oceano Lucidian e governate dal Consorzio Clovis, una coalizione di città-stato di cui le più influenti sono Nicodranas e Port Damali. La tundra nelle zone più settentrionali di Wildemount, nota come Greying Wildlands, è immensamente meno popolata a causa dell'ambiente ostile e confina con il regno ghiacciato noto come Eiselcross.

### Trama

#### Arco Narrativo della Formazione
| nº | Titolo                 | Pubblicazione    |
| -- | ---------------------- | ---------------- |
| 1  | Curious Beginnings     | 11 gennaio 2018  |
| 2  | A Show of Scrutiny     | 18 gennaio 2018  |
| 3  | The Midnight Chase     | 25 gennaio 2018  |
| 4  | Disparate Pieces       | 1º febbraio 2018 |
| 5  | The Open Road          | 8 febbraio 2018  |
| 6  | The Howling Mines      | 15 febbraio 2018 |
| 7  | Hush                   | 22 febbraio 2018 |
| 8  | The Gates of Zadash    | 1º marzo 2018    |
| 9  | Steam and Conversation | 8 marzo 2018     |
| 10 | Waste and Webs         | 15 marzo 2018    |
| 11 | Zemnian Nights         | 22 marzo 2018    |
| 12 | Midnight Espionage     | 29 marzo 2018    |
| 13 | Lost & Found           | 5 aprile 2018    |
| 14 | Fleeting Memories      | 12 aprile 2018   |
| 15 | Where The River Goes   | 19 aprile 2018   |
| 16 | A Favor in Kind        | 26 aprile 2018   |
| 17 | Harvest Close          | 3 maggio 2018    |
| 18 | Whispers of War        | 10 maggio 2018   |
| 19 | The Gentleman's Path   | 17 maggio 2018   |
| 20 | Labenda Awaits         | 24 maggio 2018   |
| 21 | Stalker in the Swamp   | 31 maggio 2018   |
| 22 | Lost Treasures         | 7 giugno 2018    |
| 23 | Have Bird, Will Travel | 14 giugno 2018   |
| 24 | The Hour of Honor      | 21 giugno 2018   |
| 25 | Divergent Paths        | 28 giugno 2018   |

A Trostenwald, cittadella dell'Impero Dwendaliano occidentale, cinque individui: Fjord, Beau, Caleb, Nott e Jester, assistono ad uno spettacolo nel circo in cui lavorano Mollymauk e Yasha ma, dopo che alcuni spettatori si trasformano in non-morti, i sette vengono accusati dell'accaduto dalle autorità vedendosi costretti a collaborare per ripulire il proprio nome scoprendo che il colpevole è un demone Nergaliid. In seguito decidono di viaggiare tutti verso nord per evitare il conflitto nel frattempo scoppiato tra l'Impero e Xhorhas; salvano il villaggio di Alfield da un'infestazione di gnoll e di una manticora battezzandosi i "Mighty Nein" e si dirigono alla città di Zadash, rimanendo coinvolti col movimento ribelle locale e con le macchinazioni del boss criminale chiamato Gentiluomo, per cui svolgono vari incarichi tra cui recuperare due artefatti magici: il "Faro di Luxon", che recuperano da dei razziatori drow, e il Cristallo Cloven, una reliquia legata al leviatano Uk'otoa, patrono di Fjord. Completati tali incarichi tuttavia, Fjord, Jester e Yasha vengono catturati da un gruppo di schiavisti.

#### Arco Narrativo dei Cattivi
| nº | Titolo                     | Pubblicazione     |
| -- | -------------------------- | ----------------- |
| 26 | Found & Lost               | 13 luglio 2018    |
| 27 | Converging Fury            | 20 luglio 2018    |
| 28 | Within the Nest            | 27 luglio 2018    |
| 29 | The Stalking Nightmare     | 3 agosto 2018     |
| 30 | The Journey Home           | 9 agosto 2018     |
| 31 | Commerce & Chaos           | 16 agosto 2018    |
| 32 | Beyond the Boundaries      | 23 agosto 2018    |
| 33 | The Ruby and the Sapphire  | 6 settembre 2018  |
| 34 | Encroaching Waters         | 13 settembre 2018 |
| 35 | Dockside Diplomacy         | 21 settembre 2018 |
| 36 | O Captain, Who's Captain?  | 27 settembre 2018 |
| 37 | Dangerous Liaisons         | 4 ottobre 2018    |
| 38 | Welcome to the Jungle      | 11 ottobre 2018   |
| 39 | Temple of the False Serpen | 18 ottobre 2018   |
| 40 | Dubious Pursuits           | 1º novembre 2018  |
| 41 | Dubious Pursuits           | 8 novembre 2018   |
| 42 | A Hole In the Plan         | 15 novembre 2018  |
| 43 | In Hot Water               | 29 novembre 2018  |
| 44 | The Diver's Grave          | 6 dicembre 2018   |
| 45 | The Stowaway               | 13 dicembre 2018  |
| 46 | A Storm of Memories        | 20 dicembre 2018  |
| 47 | The Second Seal            | 10 gennaio 2019   |

I Mighty Nein tentano di soccorrere Fjord, Jester e Yasha dalle grinfie degli schiavisti, tuttavia durante il primo tentativo Mollymauk resta ucciso. Caleb, Beau e Nott si rifugiano dunque nella foresta di Savalirwood dove si imbattono nel firbolg Caduceus Clay, che si unisce a loro e assieme al quale riescono a liberare i loro compagni e fare ritorno a Zadash. Due settimane dopo, il gruppo parte alla volta della città-stato di Nicodranas, patria di Jester e Fjord, dove aiutano la madre prostituta della prima a risolvere alcuni problemi con un cliente violento e, seguendo una visione del secondo, salpano assieme alla piratessa Avantika - anch'essa legata a Uk'otoa - alla ricerca dei cristalli sacri al loro patrono, tuttavia la donna tenta poi di prendere il controllo dell'isola pirata di Darktow finendo per contrarsi col gruppo, venendo sconfitta e giustiziata. Fjord riesce ad entrare dunque in possesso di tutti i cristalli necessari per liberare il suo patrono ma, temendone pa pericolosità, decide infine di desistere dall'intento e fa ritorno a Nicodranas col gruppo.

#### Arco Narrativo del Favore della Regina Luminosa
| nº | Titolo                     | Pubblicazione    |
| -- | -------------------------- | ---------------- |
| 48 | Homeward Bound             | 17 gennaio 2019  |
| 49 | A Game of Names            | 24 gennaio 2019  |
| 50 | The Endless Burrows        | 31 gennaio 2019  |
| 51 | Xhorhas                    | 14 febbraio 2019 |
| 52 | Feral Business             | 21 febbraio 2019 |
| 53 | Cornered                   | 28 febbraio 2019 |
| 54 | Well Beneath               | 7 marzo 2019     |
| 55 | Duplicity                  | 14 marzo 2019    |
| 56 | The Favor                  | 21 marzo 2019    |
| 57 | In Love and War            | 4 aprile 2019    |
| 58 | Wood and Steel             | 11 aprile 2019   |
| 59 | Perspective                | 18 aprile 2019   |
| 60 | A Turtle By Any Other Name | 25 aprile 2019   |
| 61 | Agreements                 | 2 maggio 2019    |
| 62 | Domestic Respite           | 9 maggio 2019    |
| 63 | Intervention               | 16 maggio 2019   |
| 64 | A Dangerous Chase          | 23 maggio 2019   |
| 65 | Chases and Trees           | 30 maggio 2019   |
| 66 | Beneath Bazzoxan           | 6 giugno 2019    |
| 67 | Beyond the Eyes of Angels  | 13 giugno 2019   |
| 68 | Reflections                | 20 goigno 2019   |
| 69 | The King's Cage            | 27 giugno 2019   |

Tornati sulla terraferma, i Mighty Nein scoprono che Felderwin, la città natale di Nott, è stata attaccata dalla Dinastia Kryn e che suo marito Yeza è loro prigioniero, dunque si recano a Xhorhas in segreto e, dopo aver sedato alcuni tumulti nella città di Asario, ottengono un'udienza con la Regina Luminosa nella capitale, Rosohna, e ottengono il favore di quest'ultima grazie a Caleb, che le consegna il Faro di Luxon precedentemente sottratto dal gruppo ai suoi razziatori. I Mighty Nein riescono dunque ad ottenere il rilascio di Yeza ed una residenza nella capitale, cominciando a svolgere dunque lavori mercenari a Xhorhas e smascherando una cospirazione per abbattere le barriere tra il Primo Piano Materiale e il Piano Abissale ordito da un individuo di nome Obann, che intende risvegliare i campioni degli Dei Traditori. Sebbene Obann venga sconfitto durante il loro scontro prende il controllo di Yasha aizzandola contro il gruppo e riuscendo a rilasciare un campione, costringendo i Mighty Nein alla fuga.

#### Arco Narrativo di Spade e Angeli
| nº | Titolo                     | Pubblicazione     |
| -- | -------------------------- | ----------------- |
| 70 | Causatum                   | 11 luglio 2019    |
| 71 | Family Gathering           | 18 luglio 2019    |
| 72 | Clay and Dust              | 25 luglio 2019    |
| 73 | Uthodurn                   | 2 agosto 2019     |
| 74 | Manifold Morals            | 8 agosto 2019     |
| 75 | Rime and Reason            | 15 agosto 2019    |
| 76 | Refjorged                  | 22 agosto 2019    |
| 77 | Refjorged                  | 5 settembre 2019  |
| 78 | Between the Lines          | 19 settembre 2019 |
| 79 | Through the Trees          | 26 settembre 2019 |
| 80 | The Folding Halls          | 10 ottobre 2019   |
| 81 | From Door to Door          | 17 ottobre 2019   |
| 82 | The Beat of the Permaheart | 24 ottobre 2019   |
| 83 | Dark Bargains              | 31 ottobre 2019   |
| 84 | Titles and Tattoos         | 7 novembre 2019   |
| 85 | The Threads Converge       | 14 novembre 2019  |
| 86 | The Cathedral              | 21 novembre 2019  |
| 87 | Punishment and Politics    | 5 dicembre 2019   |
| 88 | Unwanted Reunions          | 12 dicembre 2019  |
| 89 | Lingering Wounds           | 19 dicembre 2019  |
| 90 | Bathhouses and Bastions    | 9 gennaio 2020    |
| 91 | Stone to Clay              | 16 gennaio 2020   |

Dopo lo scontro con Obann, i Mighty Nein si vedono costretti a fare ritorno nell'Impero per indagare sul suo misterioso culto, l'Angelo dei Ferri, dato che la Dinastia Kryn non è disposta a prendere tale minaccia sul serio. Seguite le tracce di Obann fino alla capitale dell'Impero, Rexxentrum, il gruppo riesce a impedirgli di sprigionare Tharizdûn, il Dio della Follia Incontrollata, uccidendolo e liberando Yasha dal suo controllo mentale. Successivamente, il gruppo si concede un periodo di riposo nella capitale e ottiene da Re Dwendal il permesso di avviare delle trattative di pace con Xhorhas.

#### Arco Narrativo dei Legami Familiari
| nº  | Titolo                         | Pubblicazione     |
| --- | ------------------------------ | ----------------- |
| 92  | Home is Where the Heart Is     | 23 gennaio 2020   |
| 93  | Misery Loves Company           | 30 gennaio 2020   |
| 94  | With Great Power...            | 6 febbraio 2020   |
| 95  | Blessing in Disguise           | 13 febbraio 2020  |
| 96  | Family Shatters                | 20 febbraio 2020  |
| 97  | The Fancy and the Fooled       | 27 febbraio 2020  |
| 98  | Dark Waters                    | 5 marzo 2020      |
| 99  | High Seas, High Stakes         | 12 marzo 2020     |
| 100 | Hunted at Sea                  | 2 luglio 2020     |
| 101 | Mysteries, Memories, and Music | 9 luglio 2020     |
| 102 | Ghosts, Dinosaurs, and Stuff   | 16 luglio 2020    |
| 103 | Maritime Mysteries             | 23 luglio 2020    |
| 104 | The Ruined Sliver              | 30 luglio 2020    |
| 105 | Rumble at Rumblecusp           | 6 agosto 2020     |
| 106 | A Fog Lifted                   | 13 agosto 2020    |
| 107 | Devoutness and Dicks           | 27 agosto 2020    |
| 108 | Traveler Con                   | 8 settembre 2020  |
| 109 | Frigid Propositions            | 10 settembre 2020 |
| 110 | Dinner with the Devil          | 17 settembre 2020 |
| 111 | New Homes and Old Friends      | 24 settembre 2020 |
| 112 | The Chase Begins               | 15 ottobre 2020   |

Dopo aver passato un po' di tempo col braccio destro della Regina Luminosa Essek Thelyss, i Mighty Nein liberano dalla pietrificazione la famiglia di Caduceus Clay nella Laguna di Whitedawn, dopodiché Jester inganna una megera facendole revocare la maledizione che ha trasformato Nott in una goblin e permettendole così di ritornare alla sua identità halfling di Veth Brenatto. Sulla strada verso i negoziati di pace, il partito viene attaccato dai seguaci di Uk'otoa e fa tappa all'isola di Rumblecusp per assistere al raduno dei seguaci del Dio di Jester, il Viaggiatore, che tuttavia rivela di essere l'arcifata Artagan e pone fine al crescente movimento religioso creatosi attorno alla sua figura. Successivamente i Mighty Nein conoscono Lady Vess DeRogna, dell'Assemblea di Cerberus, che accettano di accompagnare in una spedizione alle rovine di Aeor. Contemporaneamente, a seguito di una visione onirica di Jester scoprono che la tomba di Mollymauk è vuota.

#### Arco Narrativo della Magia Strana
| nº  | Titolo                              | Pubblicazione    |
| --- | ----------------------------------- | ---------------- |
| 113 | A Heart Grown Cold                  | 22 ottobre 2020  |
| 114 | An Open Window                      | 29 ottobre 2020  |
| 115 | Fetching Fables & Frosty Friends    | 5 novembre 2020  |
| 116 | Under Timeless Ice                  | 12 novembre 2020 |
| 117 | The Tortoise and The Dare           | 19 novembre 2020 |
| 118 | Solace Between the Secrets          | 3 dicembre 2020  |
| 119 | Malice and Mystery Below            | 15 dicembre 2020 |
| 120 | Contentious Company                 | 20 dicembre 2020 |
| 121 | Ice and Fire                        | 14 gennaio 2021  |
| 122 | Nothing Ventured, Nothing Gained    | 21 gennaio 2021  |
| 123 | Fair-weather Faith                  | 28 dicembre 2021 |
| 124 | A Walk to Warmer Welcomes           | 4 febbraio 2021  |
| 125 | The Neverending Day                 | 11 febbraio 2021 |
| 126 | Worth Fighting For                  | 18 febbraio 2021 |
| 127 | Sarsaparilla, Licorice, and Red Hot | 25 febbraio 2021 |
| 128 | Cat and Mouse                       | 4 marzo 2021     |
| 129 | Between a Ball and a Hot Place      | 11 marzo 2021    |
| 130 | The Calm Before The Storm           | 18 marzo 2021    |
| 131 | Into the Eye                        | 25 marzo 2021    |
| 132 | Aeor                                | 1º aprile 2021   |
| 133 | Hunter and Hunted                   | 8 aprile 2021    |
| 134 | The Streets of the Forgotten        | 15 aprile 2021   |
| 135 | The Genesis Ward                    | 22 aprile 2021   |
| 136 | Hell or High Water                  | 29 aprile 2021   |
| 137 | Welcome to Cognouza                 | 6 maggio 2021    |
| 138 | Where There Is A Will...            | 13 maggio 2021   |
| 139 | Rebirth                             | 20 maggio 2021   |
| 140 | Long May He Reign                   | 27 maggio 2021   |
| 141 | Fond Farewells                      | 3 giugno 2021    |

Sulla strada per il regno ghiacciato di Eiselcross viene nuovamente attaccato dai servitori di Uk'otoa, guidati dalla non-morta Avantika, ma riescono a sconfiggerli e a giungere presso la base operativa dell'Impero per gli scavi di Aeor, dove Lady DeRogna viene assassinata dal redivivo Mollymauk, che ora si fa chiamare Lucien ed è sotto il controllo della città senziente di Cognouza; il gruppo lo insegue nel Mare Astrale per impedire a lui e ai suoi seguaci di trasportare Cognouza da lì ad Exandria, cosa che ne provocherebbe la distruzione. Riusciti nell'impresa, i Mighty Nein prendono strade separate e costruiscono ciascuno la propria vita, promettendo però di essere sempre presenti l'uno per l'altro quando necessario.

### Campagna post-streaming
Un anno dopo la fine della campagna, nello speciale The Mighty Nein Reunited, trasmesso in due parti il 17 novembre e il 1º dicembre 2022 in contemporanea sia su Twitch che su YouTube e nei Cinemark Theatres, i Mighty Nein si sono riuniti per affrontare il leviatano Uk'otoa. Mentre, il 25 ottobre 2023, con la one-shot trasmessa dal vivo all'OVO Wembley Arena The Mighty Nein Reunion: Echoes of the Solstice, si ricongiungono una seconda volta, sette anni dopo la fine della campagna, per un'avventura ambientata in parallelo alla terza.

## Critica
La durata dello show è stata indicata da più critici come una potenziale barriera per un potenziale nuovo spettatore. Il 1º giugno 2021, in occasione dell'annuncio dell'imminente conclusione della campagna, Ashley Bubp di Collider ha fatto un conteggio generale della serie riferendo che: «la Campagna 2 si è estesa per 100 ore di battaglia, 440 villain uccisi e 530 ore totali di avventure determinate da lanci di dadi. E tutto questo senza contare l'imminente finale di 7 ore». Nel 2020 Alexandria Turney di Screen Rant ha evidenziato che iniziare Critical Role può essere "un po' scoraggiante" e che la qualità della campagna uno «è notevolmente carente rispetto agli episodi futuri che possono essere scoraggianti per chi non è già coinvolto», mentre la campagna due è «fortemente raccomandata da guardare per i nuovi Critters perché rende più facile innamorarsi del cas e, fatto ciò, è più semplice tornare indietro e guardare alcune sessioni di qualità inferiore della campagna uno». Turney ha scritto inoltre che gli spettatori «non dovrebbero stressarsi per recuperare gli episodi entro un certo momento ma dovrebbero guardarli ciascuno al proprio ritmo» e che «ci sono anche numerosi riepiloghi di Critical Role che possono essere trovati online per i Critters che vogliono recuperare rapidamente un determinato arco». Dais Johnston di Inverse ha incluso la campagna due nell'elenco degli "8 show con centinaia di ore di contenuti per il tuo streaming da quarantena"; la durata totale degli episodi da 1 a 99 è di 623 ore (25 giorni e 23 ore). Johnston ha scritto che «quella lunga durata degli episodi è scoraggiante, ma c'è un punto di partenza perfetto nel mezzo: a metà strada è iniziata una nuova campagna, con personaggi e trame completamente nuovi. Si stanno avvicinando solo ora a 100 episodi». Brie Mihele di TheGamer ha scritto: «può essere un enorme ostacolo iniziare uno show in cui rimettersi in pari sembra una battaglia in salita a causa dell'enormità dei contenuti prodotti ogni settimana e negli ultimi due anni lo è stato», sottolineando che i tre modi migliori per recuperare gli episodi sono i riassunti ufficiali "Critical Recap", il sito gestito dai fan CritRoleStats e il tradizionale binge-watching.
Nel dicembre 2018, Chey Scott di Inlander ha scritto: «una delle serie web di gioco dal vivo su Dungeons & Dragons più popolari è Critical Role [...]. Il primo episodio della stagione in corso della serie, che ha debuttato a gennaio 2018, ha più di 3,1 milioni di visualizzazioni». Nel febbraio 2019, Jeremy Thomas di 411Mania ha scritto che «il cast di doppiatori raccoglie regolarmente decine di migliaia di spettatori ogni giovedì sera. Loro e il loro programma di discussione del martedì Talks Machina sono di gran lunga gli show più popolari di Geek & Sundry, sia su Twitch che su Legendary's Project Alpha».
Tyler Wilde di PC Gamer ha commentato l'impatto della morte di Mollymauk sia sulla community che sul cast scrivendo: «La chat di Twitch è stata inconsolabile. Uno show sceneggiato probabilmente non avrebbe trascinato casualmente il personaggio di Jaffe, un artista circense di nome Mollymauk tra i soggetti prediletti di cosplayer e fan art, in una fossa in soli 26 episodi. E tantomeno quello show avrebbe compreso una scena in cui all'attore viene detto che è stato rimosso. [...] È stato straziante, ma il caso è in parte ciò che rende Critical Role e altri giochi da tavolo tanto allettanti. [...] La morte di Molly ha cambiato anche il modo in cui giocano i giocatori, così come il modo in cui viene interpretato il loro gioco. L'incoscienza ora indica che un giocatore è morto poiché sicuro che il suo personaggio si sarebbe comportato in modo sconsiderato in una determinata situazione, mentre quando la mortalità non era stata vissuta direttamente, la giocosità del rischio non è altrettanto audace».
Christian Hoffer di ComicBook ha elogiato le molteplici rivelazioni nella seconda campagna come il fatto che la madre di Keyleth sia viva e che il corpo di Mollymauk !sembri essere tornato tra i vivi". La rivelazione sulla madre di Keyleth è stata «la prima volta che una delle domande rimaste senza risposta della Campagna 1 ha ricevuto risposta nella campagna corrente», mentre riguardo a Molly, Hoffer ha scritto: «L'apparente resurrezione di Molly è uno dei più grandi colpi di scena della serie e sembra spingere il gioco verso minacce e avventure ancora più grandi. Con gli Occhi dei Nove che incombono sullo sfondo, potremmo essere diretti verso un'altra trama epica incentrata sull'unicopersonaggio di Critical Role che è morto nel mezzo di una campagna e non è stato riportato indietro per finire la sua storia».
Nel 2020 Andy Wilson di Bleeding Cool da elogiato Critical Role come Il miglior show che abbia mai visto in tutto l'anno» sottolineando che il loro protocollo COVID-19 di riprese in sicurezza ha permesso al loro show di continuare "in modo sicuro così che nessuno si sia ammalato". Ha inoltre scritto: «[...] Ma ancora più importante è ciò che hanno fatto quest'anno. Sono, settimanalmente, uno degli streamer più visti su Twitch. [...] Hanno dato ai fan qualcosa da guardare con impazienza ogni settimana, un'impresa incredibile data l'infinita monotonia e disperazione della vita in quarantena da distanziamento sociale. [...] Abbiamo fatto il tifo per i personaggi nella loro crescita e sviluppo. Abbiamo avuto gigantesche soddisfazioni per i semi di storia sparsi letteralmente anni prima, misteri risolti e storie d'amore finalmente consumate. Ci sono più cuore, più dolore, più gloria e più commedia ogni settimana in Critical Role che in qualsiasi altro programma televisivo. E fanno tutto col più elementare dei metodi».
Emily Duncan di Tor.com ha scritto: «la seconda campagna in qualche modo ha un sapore radicalmente diverso dalla prima, pur essendo altrettanto affascinante e caotica». Duncan ha evidenziato che la seconda campagna ha «la morte del personaggio di un giocatore[...], più di un ragazzo viola malvagio (uno dei quali ha commesso un crimine di guerra eppure lo amo), una città di drow, un arco narrativo marinaresco, così tante affascinanti interazioni col pantheon divino e cinque coboldi in un soprabito. Una cosa che amo davvero nella seconda campagna è che l'ambientazione si sposta in città piene di goblin, coboldi e bugbear, [...] e ignora il problematico concetto di "razze malvagie" di Dungeons & Dragons. C'è un diverso tipo di tensione nella seconda campagna rispetto alla prima, poiché i paesi sono sull'orlo di una guerra totale e il gruppo è costretto a operare manovre politiche tese (a volte accidentalmente) per evitare che accada il peggio. Da meno una sensazione da punto A a punto B e più una distesa ampia di archi narrativi tutti intrecciati assieme. Il gruppo porta con sé numerosi traumi e vederli lavorarci lentamente e iniziare a guarire è meravigliosamente gratificante».